# A Cigarette - That's All
A Cigarette - That's All è un cortometraggio muto del 1915 diretto da Phillips Smalley e Lois Weber.

## Produzione
Il film, prodotto dalla Universal Film Manufacturing Company, venne girato negli Universal Studios, al 100 di Universal City Plaza, a Universal City.

## Distribuzione
Distribuito dalla Universal Film Manufacturing Company, il film - un cortometraggio della durata di venti minuti - uscì nelle sale cinematografiche statunitensi il 10 agosto 1915.